# Okáč rosičkový
Okáč rosičkový (Erebia medusa) je druh motýla z čeledi babočkovití vyskytujícího se od Evropy přes Mongolsko a Čínu až po Kamčatku. V ČR se tento druh vyskytuje roztroušeně téměř po celém území mimo silně obhospodařované oblasti, kde přežívá jen v izolovaných populacích.

## Popis

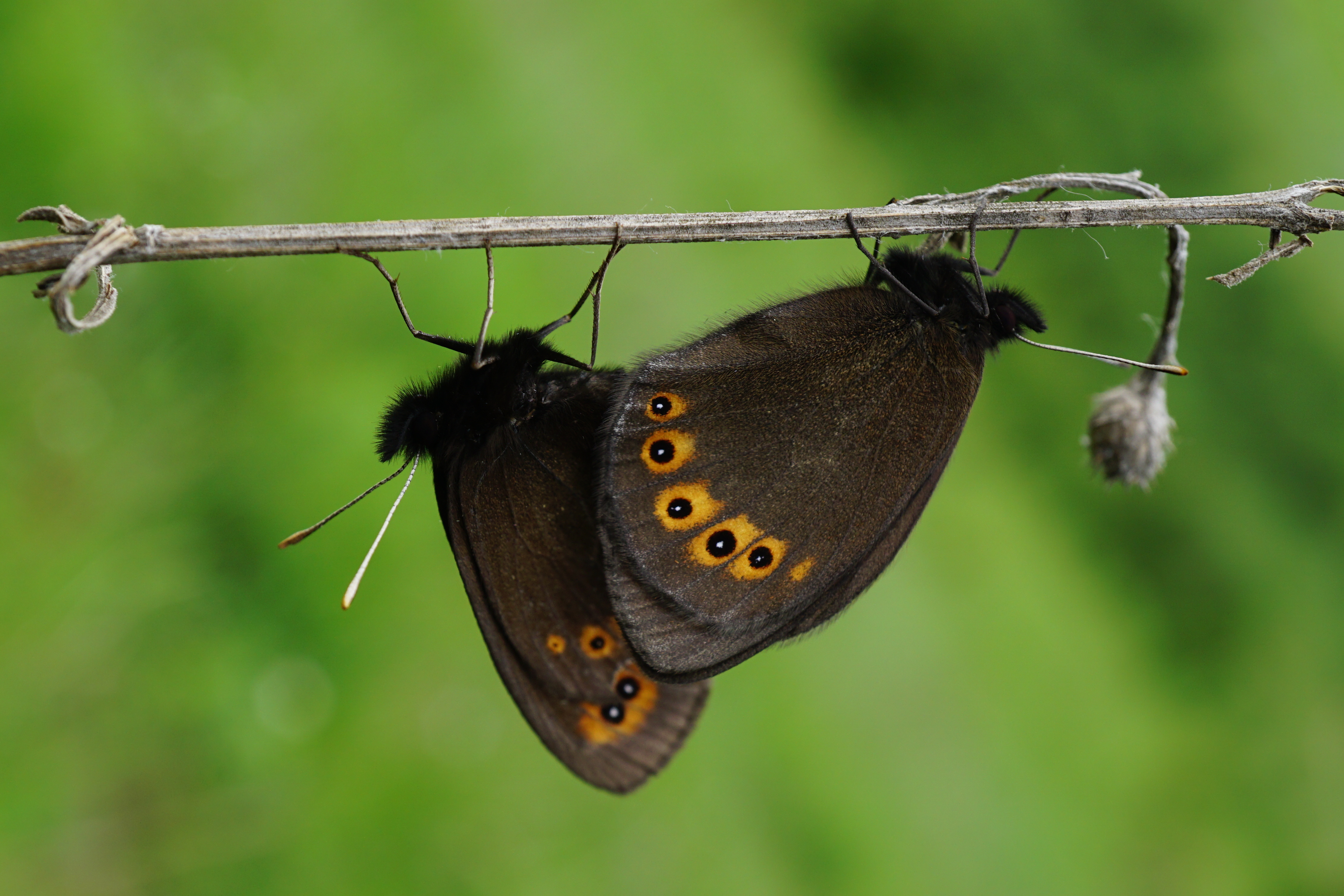
Spodní strana křídel okáče rosičkového

Rozpětí křídel okáče rosičkového se pohybuje okolo 40 mm. Svrchní strana křídel je hnědá s oranžovým nepravidelným pásem, ve kterém se nachází černé skvrny, uvnitř kterých jsou menší bílé skvrny. Spodní strana křídel je identická se svrchní, což je dobrým rozpoznávacím znakem od jiných motýlů z rodu Erebia. Pohlaví si jsou podobná, ale samičky bývají bledší.

## Výskyt
Okáč rosičkový se vyskytuje od střední Francie přes střední a východní Evropu a Balkán až po Sibiř, Mongolsko, Čínu a povodí Amuru. Tento druh preferuje křovinaté stráně, paseky v listnatých lesích a vlhčí louky. Vyskytuje se od nížin do hor.

## Vývoj
Dospělci okáče rosičkového kladou svá vajíčka na vrcholky stébel trav. Housenky tohoto druhu se živí zejména na rostlinách sveřep vzpřímený a kostřava ovčí. Housenky poté přezimují při kořenech těchto trav. Dospělec létá od května do června a je jednogenerační.

## Ohrožení
V ČR je okáč rosičkový klasifikován jako téměř ohrožený, a to především z důvodu zalesňování a zástavby.